# がまかつ 日本列島釣りある記
『がまかつ 日本列島釣りある記』（がまかつ にほんれっとうつりあるき）は、1985年10月6日から1989年3月26日まで、テレビ朝日系列で毎週日曜 8:00 - 8:30 （JST）に放送されていた、テレビ朝日制作・がまかつ一社提供の釣り番組である。

## 概要
番組の案内役を初代三笑亭夢丸が務め、夢丸がゲストとともに日本各地で釣りをする模様を放送していた。アシスタントは時期によって異なり、末期には青木こずえが務めていた。エンディングでは、がまかつの釣具が貰える視聴者プレゼントの告知を行う他、番組終了後のヒッチハイクとして日本盛のCMが流れていた。1989年の春改編で日曜午前に報道・討論番組『サンデープロジェクト』（10:00 - 11:45）がスタートするのに伴い、それまで日曜9時台後半に放送されていたメタルヒーローシリーズ（当時は『機動刑事ジバン』）の放送時間も繰り上げられることとなったため、本番組も3年半の放送に幕を閉じた。そしてこの放送枠は以後、東映制作による特撮テレビドラマの放送が25年以上続くことになった。夢丸は本番組の終了後も、独立UHF局などで放送されていたがまかつ協賛の釣り番組『フィッシング・ナウ』に出演していた。

## 出演者
司会進行
- 三笑亭夢丸
- 青木こずえ

## スタッフ
- プロデューサー：浅見文吉（テレビ朝日）、柴田孝（G企画）
- 演出：大岩淳一
- 撮影：林崎新
- VE：山本光浩
- 制作進行：池ノ内准子
- 制作協力：G企画

## ネット局での扱い
本番組は系列外の高知放送でも同時ネットされていたが、CMは同局においては高知県内にあるがまかつ製品を取り扱っている釣具店各店のCMに差し替えられていた。また、エンディングのスタッフロールも途中でブルーバックの提供ゾーンに差し替えられていた。
一方で、系列局であっても遅れネットを行う局があった。広島ホームテレビはこの時間帯にテレビ東京系アニメ『オズの魔法使い』→自社製作ドキュメンタリー番組『新・ふれあいシリーズ』（広島県経済連＝現・JAグループ広島の一社提供）を放送していたため、遅れネットを行っていた。

## 関連書籍
- 夢丸の日本列島釣りある記 名人の極秘仕掛け大公開（三笑亭夢丸、リヨン社、1987年5月発行（同年4月発売）、ISBN 4-576-87045-9）

| テレビ朝日系列 日曜8:00 - 8:30                                         | テレビ朝日系列 日曜8:00 - 8:30                                | テレビ朝日系列 日曜8:00 - 8:30                                                                              |
| 前番組                                                                 | 番組名                                                        | 次番組 |
| ---------------------------------------------------------------------- | ------------------------------------------------------------- | --- |
| おはよう!ゲートボール （1983年4月 - 1985年9月） ※土曜7:15 - 7:45へ移動 | がまかつ 日本列島釣りある記 （1985年10月6日 - 1989年3月26日） | 機動刑事ジバン （1989年4月2日 - 1990年1月28日） ※1時間半繰上げ、 同番組より東映制作のメタルヒーローシリーズ |